# Heinrich III. (Murrhardt)
Heinrich III. († 1364 in Murrhardt) war ein katholischer Priester, Benediktiner und Abt des Klosters St. Januarius in Murrhardt.

## Abt des Klosters Murrhardt
Heinrich wurde als Nachfolger von Albrecht II. im Jahr 1320 durch den Konvent des Klosters zum neuen Abt gewählt. Anwesend war der örtliche Landesherr Graf Nikolaus von Löwenstein und der Würzburger Weihbischof Wolfram von Fleckenstein. Wichtig für Heinrichs Amtsführung war ein Auskommen mit den Herren von Löwenstein als Klostervögten. Eine seiner ersten Amtshandlungen bestand demnach darin, die Jahrtagsstiftung des Grafen Albrecht I. von Löwenstein zu regeln, der die Murrhardter Klosterkirche als Grablege für sich und sein Geschlecht bestimmt hatte.
Die Wirtschaft der Abtei erlebte unter Heinrichs Führung eine Zeit der Blüte und des Wohlstands, was das Wohlwollen des Murrhardter Mönchskollegiums beförderte und zu einer für die damalige Zeit langen Amtszeit von über vierzig Jahren führte. In diese fielen Auswirkungen und Ernteausfälle der spätmittelalterlichen „kleinen Eiszeit“ und eine verheerende Pestepidemie im Jahre 1348. Das Sterben von schätzungsweise einem Drittel bis zur Hälfte der Bevölkerung reduzierte langfristig und spürbar die Einnahmequellen auch des Klosters. Die Herren von Löwenstein verlangten zur Sicherung ihres Lebensstils und der standesgemäßen Repräsentation zuletzt auch vom Kloster Murrhardt höhere Steuern und Abgaben. Das Ansinnen Graf Albrechts II. wurde jedoch von Abt und Konventsmitgliedern abgelehnt, was der – abgesehen von der Vogtei – rechtlich völlig unabhängige Status des Klosters zuließ. Den sich entfaltenden Konflikt mit dem Landesherren konnte Heinrich nicht mehr entschärfen, da er 1364 im Kloster Murrhardt verstarb. Sein Nachfolger als Abt war Konrad von Maienfels.